# Лондонска конференција (1912—1913)
Лондонска конференција, позната и као Лондонска мировна конференција или Конференција амбасадора, била је међународни самит шест велесила тога времена (Аустроугарска, Италија, Њемачка, Русија, Уједињено Краљевство и Француска) сазвана у децембру 1912. због успјеха чланица Балканског савеза у борбама против Османског царства током Првог балканског рата. У ствари, конференција је за циљ имала посредовање између зараћених страна због поделе територије, као и да се одреди будућност Албаније, која је прогласила независност током ратних дешавања.

## Историја
Примирје у Првом балканском рату је проглашено 3. децембра 1912. године. Лондонској конференцији су присуствовали представници земаља Балканског савеза (укључујући Грчку) који нису потписали примирје, као и Османско царство.
Конференција је почела у септембру 1912. у палати Сент Џејмс, а њом је руководио Едвард Греј. Сљедеће сједница је почела 16. децембра 1912, а завршила се 23. јануара 1913, када је изведен државни удар у Османском царству (познат и као напад на Високу порту). Вођа државног удара Енвер-паша је повукао османске представнике са конференције.
Без представника Османског царства, 30. маја 1913. године, потписан је Лондонски мир, уговор којим се Османско царство одриче свих територија западно од линије Енос—Мидија. Након жустре расправе, амбасадори су постигли формални договор 29. јула 1913. године, којим се дозвољава успостављање Кнежевине Албаније као суверене државе независне од Османског царства.
Као резултат донетих одлука, а и због пристиска Србије и Грчке, половина територије Независне Албаније и између 30% и 40% албанског становништва нашло се изван новоосноване Кнежевине Албаније.
Посебна гранична комисија је послата на границу између Албаније и Грчке. Међутим, због немогућности да се граница одреди по етнографској основи, процес је пропао, што је довело до одлуке Лондонске конференције да већину спорних области препусти Албанији. Овај сплет догађаја довео је до устанка локалног грчког становништва, који су прогласили Аутономну Републику Сјеверни Епир.